# Cornelis Lelienbergh
Cornelis Lelienbergh oder Lelienburch (* vor 1626 in Den Haag; † nach 1680) war ein niederländischer Maler des 17. Jahrhunderts, der Tier- und Stilllebenbildern anfertigte.

## Leben
Lelienbergh lebte in Den Haag, wo er 1646 in die Lukasgilde aufgenommen wurde. Er war einer von 46 Künstlern, die 1656 an der Einrichtung einer neuen Bilderkammer  und der „Confrerie Pictura“, einem Künstlerbund in Konkurrenz zur Lukasgilde, beteiligt war. Er malte Stillleben mit totem Wild und Geflügel, Früchten, Gemüsen und Küchengeräten oder Jagdhäuser in der Art des Malers Jan Baptist Weenix (1621–1663). Im Königlichen Museum in Berlin befand sich ein Gemälde von ihm, das aus dem Jahr 1625 stammte und zwei Bekassinen, drei kleine Vögel, Quitten und Zwiebeln auf einem Tisch zeigte, in dessen Nähe sich einige Artischocken und ein toter Vogel in einem Eimer befanden. Lelienbergh galt als einer der produktivsten Spezialisten seines Genres.
Zu Lelienberghs frühesten datierten Werken zählt ein Stillleben aus dem Jahr 1650 auf dem kleine Singvögel auf einem Tisch drapiert sind. Stil und Komposition sind dabei an die frühere Tradition der Jagdstücke angelehnt, die von Matthijs Bloem und Elias Vonck (1605–1652) begründet wurde. Eines seiner Stillleben aus dem Jahr 1654 (Gemäldegalerie in Dresden) zeigt die Entwicklung des Künstlers zu einer dramatischeren Komposition. Inhaltlich ähnelt es dem Werk von 1650, jedoch hängt nun ein großes Rebhuhn oberhalb des Tisches und ähnelt einem Gemälde Voncks in der Reedtz-Thott-Sammlung. Seine Bildnisse signierte er entweder mit seinen verbundenen Initialen C und L oder als C mit ausgeschriebenem Familiennamen. Ab 1656 begann er zunehmend großformatige Bilder anzufertigen. Immer geht es dabei um Jagdtrophäen, die dem Betrachter präsentiert werden. Er verheiratete sich am 9. Mai 1649 mit Agnieta (geborene Abrahams van der Hennis), einer Tochter eines Kunsthändlers. Er wurde am 17. März 1654 unter dem Kolumbianer Vendel Schütze (niederländisch Schutter) der Hager Bürgerwehr und erwarb 1657 ein Haus in der Nieuwe Molstraat, das er bei seinem Fortgang am 5. Februar 1665 wieder verkaufte.
Lelienbergh blieb bis 1666 in Den Haag und nahm anschließend eine Verwaltungsstelle in Seeländisch Flandern an und wurde Beamter in der Grenzfestung Moerspeuy (Fort Moerspui). Er schuf aber weiterhin Bilder. Die meisten seiner Werke sind Jagdstillleben in handlichem Format, er fertigte aber auch größere dekorative Ölgemälde an. Teilweise sind sie vom Charakter Küchenstücke (mit Gemüse oder Küchenutensilien), manchmal auch als Jagdbeute mit Hund und Jagdgerät dargestellt. In seinen Darstellungen der toten Tiere gab er das Federkleid oder das Fell sehr detailliert wieder. Datierte Gemälde sind aus den Jahren zwischen 1650 und 1680 bekannt, so dass angenommen wird, dass er kurz nach 1680 starb.

## Werke (Auswahl)
Stillleben
- 1650: mit toten Vögel. Tafel, 41,7 × 54,8 cm, wurde am 27. Juni 1921 bei Christie’s in London versteigert.
- 1654: mit Geflügel. Tafel, 56 × 45,5 cm, Gemäldegalerie Alte Meister, Staatliche Kunstsammlungen, Dresden (wurde im Zweiten Weltkrieg zerstört)
- 1654: mit toten Vögeln. Tafel, 49,5 × 41,3 cm, Philadelphia Museum of Art (W. P. Wilstach Collection)
- 1656: mit Wild. Leinwand, 105 × 81 cm, Sammlung S. Nystad, Den Haag
- 1659: mit Schwarzem Hahn, kleinem Vogel und zwei Kaninchen. Leinwand, 93,5 × 84 cm, Rijksmuseum Amsterdam
- 1671: Smit Wild und Jagdzubehör. Leinwand, 165 × 140 cm, Musée d’Ixelles, Brüssel.

Jagdstillleben
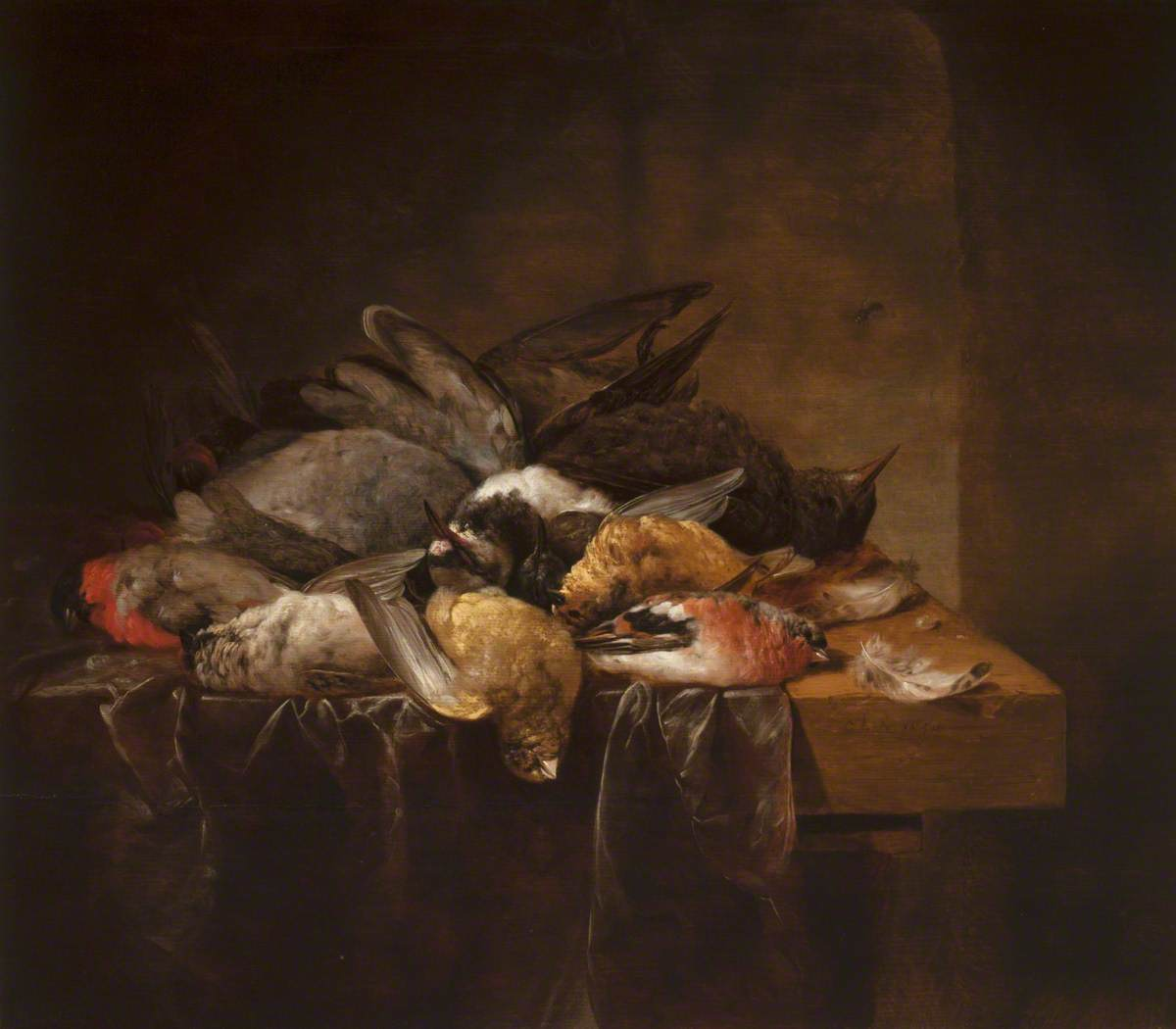
Tote Vögel auf einem Tisch
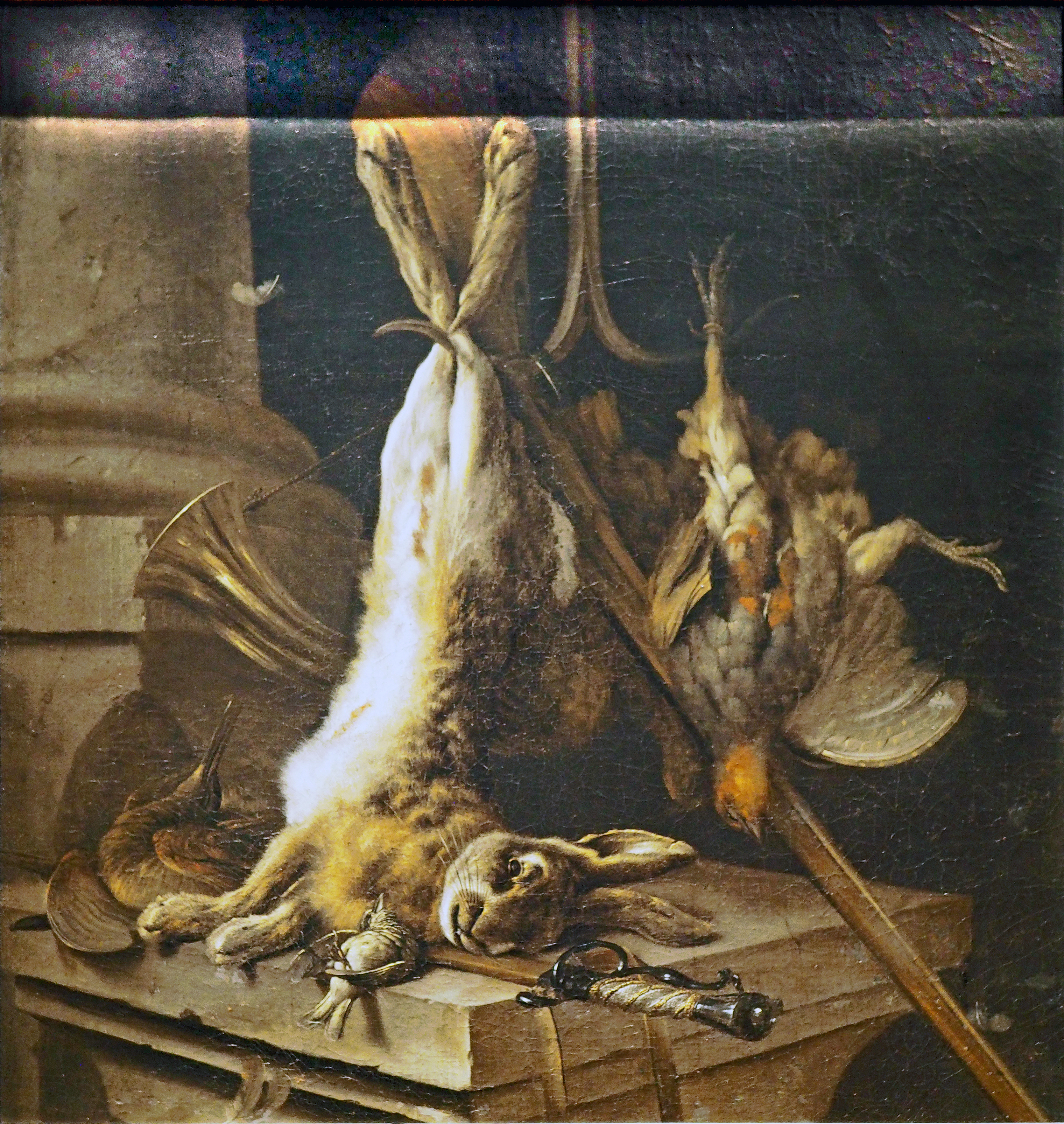
Hase, Rebhuhn, Jagdzeug
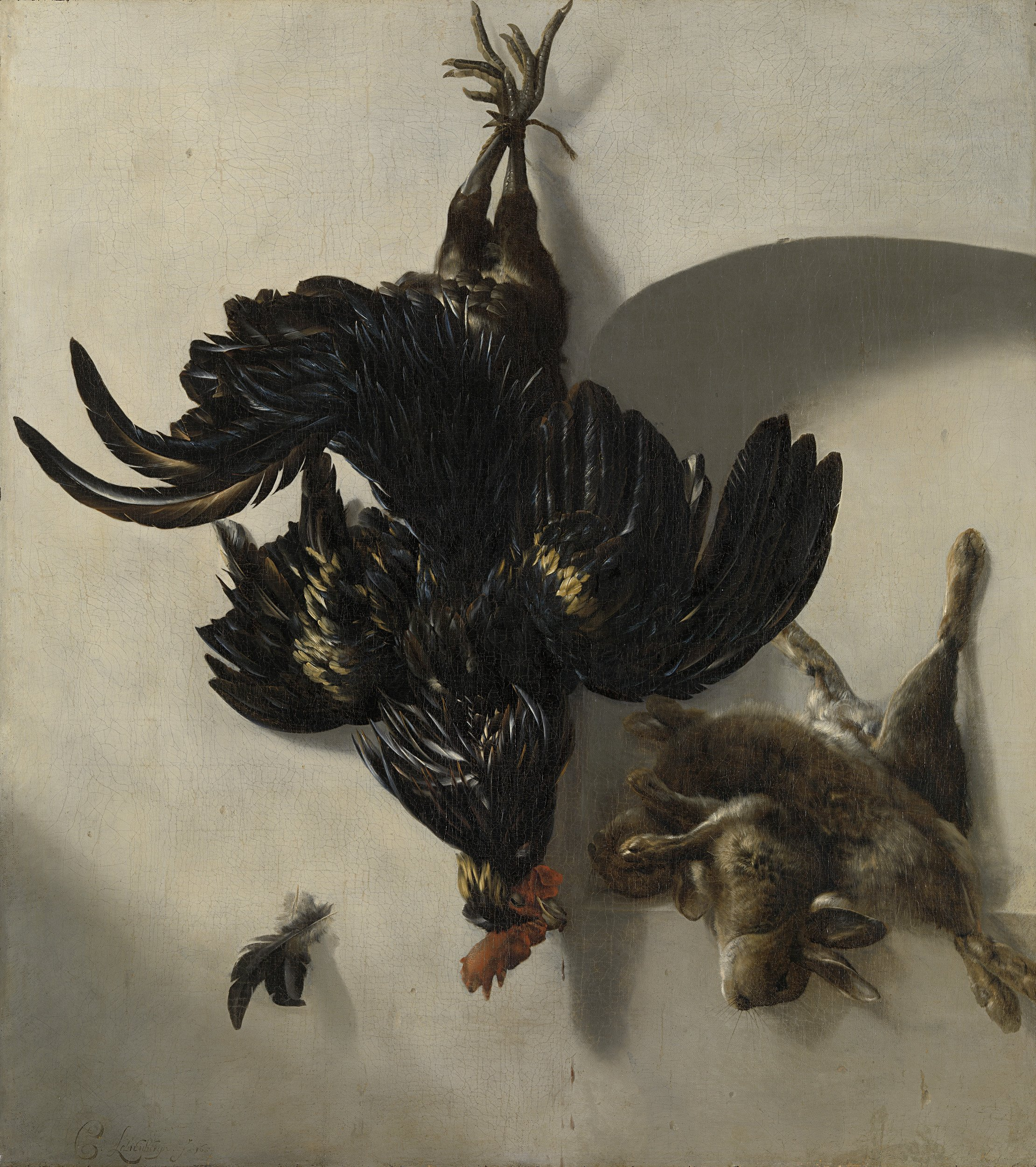
Schwarzer Hahn, kleiner Vogel,  zwei Kaninchen
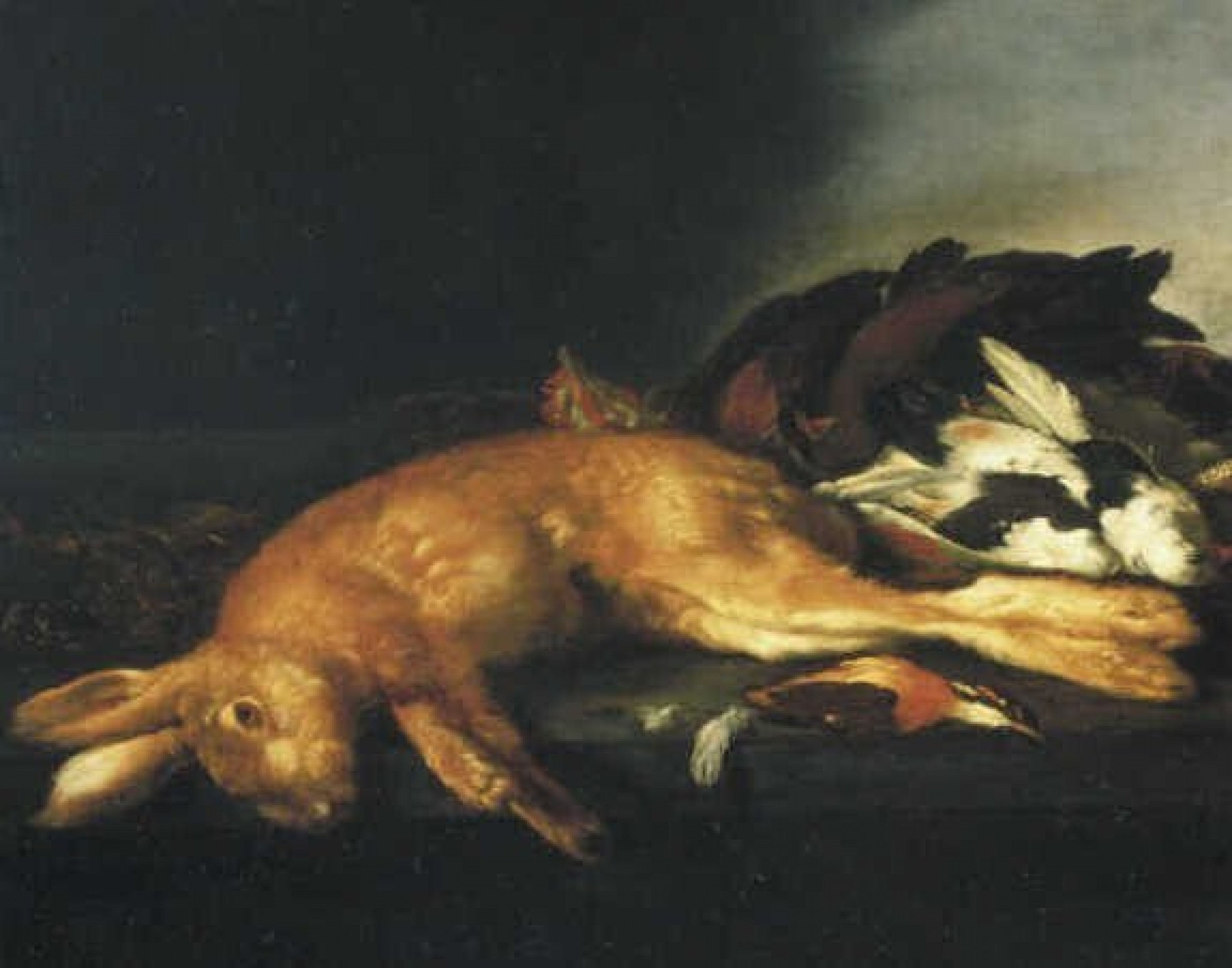
Hase und Vögel